# Пустје Сади
Пустје Сади (слч. Pusté Sady) насељено је мјесто са административним статусом сеоске општине (слч. obec) у округу Галанта, у Трнавском крају, Словачка Република.

## Становништво
| Година:    | 1994. | 2004.   | 2014.   | 2024.   |
| ---------- | ----- | ------- | ------- | ------- |
| Број људи: | 610   | 622     | 583     | 601     |
| Разлика:   |       | +1,96 % | -6,27 % | +3,08 % |

| Година:    | 2023. | 2024.   |
| ---------- | ----- | ------- |
| Број људи: | 612   | 601     |
| Разлика:   |       | -1,79 % |

Према подацима о броју становника из 2024. године насеље је имало 601 становника.